# Jarrod Washburn
Jarrod Michael Washburn (13 Augustus 1974) is een voormalige Major League Baseball werper.

## Carrière

### High school / college
Als middelbaar scholier studeerde Jarrod Washburn aan de Webster High School, in Webster, waar hij in 1992 afstudeerde. Washburn was verbonden aan de Universiteit van Wisconsin–Oshkosh, waar hij debuteerde als werper. In zijn debuutseizoen won hij de NCAA Division III World Series tegen de Wesleyan University (Connecticut). Washburn wierp acht strikeouts in een 6-2-overwinning. Washburn had een 6-1 record en een 2,03 ERA. Hierdoor werd hij verkozen tot het NCAA Division III All-Midwest Region tweede team. In zijn 1995 sophomore seizoen bereikte hij een 9-1 record, 1,93 ERA. In 2010 werd hij toegevoegd aan de college sports Titan Hall of Fame en maakte hij deel uit van het NCAA Division III All-Midwest Region first team.

### Anaheim/Los Angeles Angels of Anaheim (1995 - 2005)
Washburn was gekozen in de draft door de California Angels in de tweede ronde van de 1995 Major League Baseball Draft als de 31ste overall pick. Washburn begon zijn professionele werper-carrière bij de Boise Hawks en de Cedar Tapids Kernels in 1995. In 2001, werd Washburn permanent opgeroepen voor de MLB; hij startte in 30 wedstrijden en had een 11-10 record met een ERA van 3.77.
Washburn's beste seizoen was in 2002, waar hij 18 wedstrijden won en 6 verloor. Hij eindigde 4de in de American League Cy Young Award door zijn uitstekende 3,15 ERA en zijn aandeel in de winst van de World Series Championship tegen de New York Yankees.
In 2005, na een 8-8 record en een 3,20 ERA, werd Wasburn een free agent.

### Seattle Mariners (2005 - 2009)
Op 22 December 2005 tekende Washburn een 4-jarig contract bij de Seattle Mariners, wat hem $37,5 miljoen opbracht.

### Detroit Tigers (2009)
Op 31 juli 2009, transfereerde Washburn naar de Detroit Tigers in ruil voor de werpers Luke French en Mauricio Robles.

### Na zijn carrière
Aan het einde van 2009 stopte Wasburn zijn actieve carrière om meer tijd met zijn familie te kunnen doorbrengen. Washburn leeft momenteel in Webster (Wisconsin).